# 白尾雷鸟
白尾雷鸟（学名：Lagopus leucurus，亦稱）是松鸡家族中最小的鸟，永久生活在樹木線以上的高海拔地區，原產於阿拉斯加和加拿大、美國西部的山地地區。白尾雷鳥也被引入了加利福尼亞州的內華達山脈、俄勒岡州的瓦洛厄山脈以及猶他州的尤因塔山脈。
其羽毛顏色隨著季節的不同會發生變化，在夏天通常有灰色、褐色或白色斑點，冬季則完全變成白色。全年翅膀、腹部和尾巴都是白色的。白尾雷鳥以植物的花葉種子為食。其巢穴就筑在地上，一次最多產8枚卵。其數量穩定。

## 外部連結
- Utah DNR （页面存档备份，存于）
- USGS （页面存档备份，存于）
- Animal Diversity Web （页面存档备份，存于）
- White-tailed Ptarmigan photo gallery （页面存档备份，存于） VIREO